# シリーズ昭和の名作マンガ
シリーズ昭和の名作マンガ（シリーズ しょうわのめいさくマンガ）は、日本の出版社である朝日新聞出版より刊行されている漫画叢書。シリーズ・昭和の名作マンガとも表記される。判型はA5判並製で統一されている。装丁はCreative・Sano・Japan が担当する。2008年5月に3冊同時に刊行し、創刊された。他社から昭和に出版された名作を選び、再編集を施して毎月20日前後に一冊もしくは稀に2冊ずつ新刊が発売される。2009年5月以降は刊行が途絶えている。

## 作品一覧
- 滝田ゆう『銃後の花ちゃん』2008年5月 ISBN 9784022140036
- 上村一夫『菊坂ホテル』2008年5月 ISBN 9784022140029
- 手塚治虫『ボクのまんが記』2008年5月 ISBN 9784022140005
- ちばあきお『校舎うらのイレブン』2008年6月 ISBN 9784022140050
- 水木しげる『河童千一夜』2008年6月 ISBN 9784022140012
- 石ノ森章太郎『龍神沼』2008年7月 ISBN 9784022140043
- 松本零士『銀河鉄道の夜』2008年8月 ISBN 9784022140067
- バロン吉元『賭博師たち』2008年9月 ISBN 9784022140081
- 永井豪『真夜中の戦士』2008年10月 ISBN 9784022140098
- かわぐちかいじ『テロルの系譜：日本暗殺史』2008年10月 ISBN 9784022140074
- 石川賢『5000光年の虎』2008年11月 ISBN 9784022140104
- 林静一『赤色エレジー』2008年12月 ISBN 9784022140111
- 谷岡ヤスジ『ヤスジのド忠犬ハジ公』2009年1月 ISBN 9784022140128
- 赤塚不二夫『ア太郎＋おそ松：赤塚不二夫のマンガバカなのだ』2009年2月 ISBN 9784022140135
- 高井研一郎『高井研一郎の昭和写真館』2009年5月 ISBN 9784022140142